# Olympische Sommerspiele 1920/Leichtathletik – 110 m Hürden (Männer)

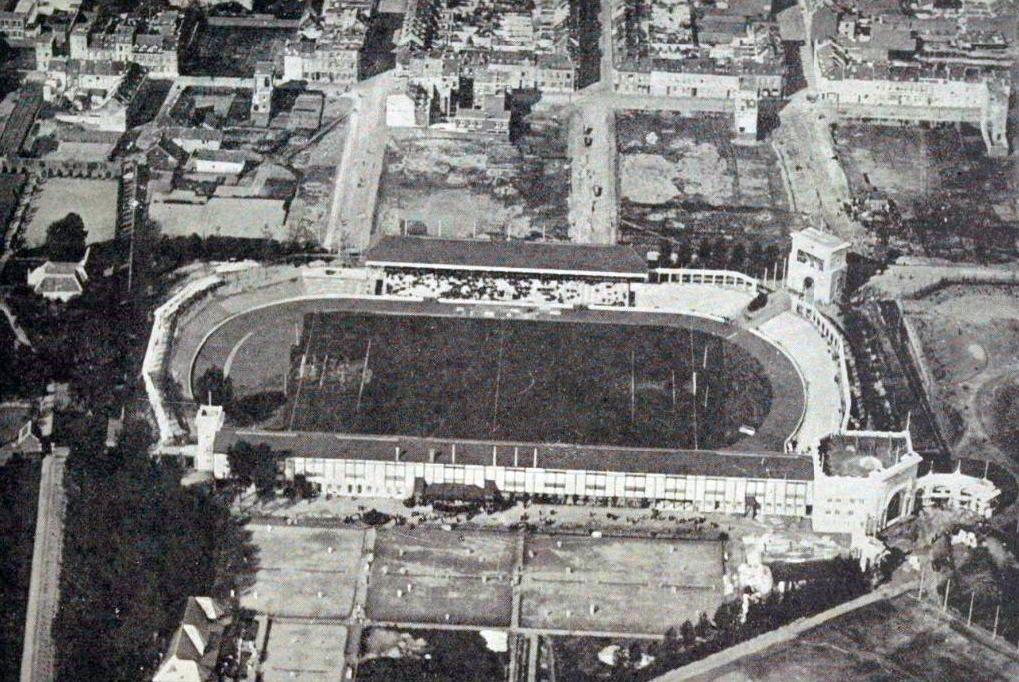
Das Antwerpener Olympiastadion

Der 110-Meter-Hürdenlauf der Männer bei den Olympischen Spielen 1920 in Antwerpen wurde am 17. und 18. August 1920 im Antwerpener Olympiastadion ausgetragen. 24 Athleten nahmen daran teil.
Olympiasieger wurde der Kanadier Earl Thomson, der in neuer Weltrekordzeit vor den beiden US-Amerikanern Harold Barron und Feg Murray gewann.
Deutsche und österreichische Sportler waren bedingt durch den Ausschluss der beiden Länder von der Teilnahme an diesen Spielen nicht am Start. Der Schweizer Willi Moser konnte seinen Vorlauf nicht beenden und schied aus.

## Rekorde

### Bestehende Rekorde
| Weltrekord         | 15,0 s | Forrest Smithson ( USA) | OS London Großbritannien | 25. Juli 1908 |
| Olympischer Rekord | 15,0 s | Forrest Smithson ( USA) | OS London Großbritannien | 25. Juli 1908 |

### Rekordeinstellung/-verbesserung
Der bestehende Weltrekord von 1908 wurde zweimal egalisiert und einmal verbessert:
- Rekordegalisierung: 15,0 s – Harold Barron (USA) im ersten Halbfinale und Earl Thomson (Kanada) im zweiten Halbfinale am 17. August
- Rekordverbesserung: 14,8 s – Earl Thomson (Kanada) im Finale am 18. August

## Durchführung des Wettbewerbs
Am 17. August um 14.00 Uhr Ortszeit wurden insgesamt sechs Vorläufe durchgeführt. Die jeweils beiden besten Läufer – hellblau unterlegt – qualifizierten sich für die Halbfinals, die gleich im Anschluss um 14.30 Uhr stattfanden. Aus diesen beiden Läufen kamen jeweils die ersten Drei – wiederum hellblau unterlegt – in das Finale am 18. August (Start: 14.30 Uhr).

## Vorläufe
Datum: 17. August, 14.00 Uhr Ortszeit
Die Zeitangaben sind nicht komplett überliefert.

### Vorlauf 1
| Platz | Name                | Nation             | Zeit   | Anmerkung |
| ----- | ------------------- | ------------------ | ------ | --------- |
| 1     | Daciano Colbachini  | Königreich Italien | 15,6 s |           |
| 2     | Harry Wilson        | Neuseeland         | 15,8 s |           |
| 3     | Georg Lindström     | Schweden           | 15,9 s |           |
| 4     | Wilfrid Kent Hughes | Australien         | k. A.  |           |

### Vorlauf 2

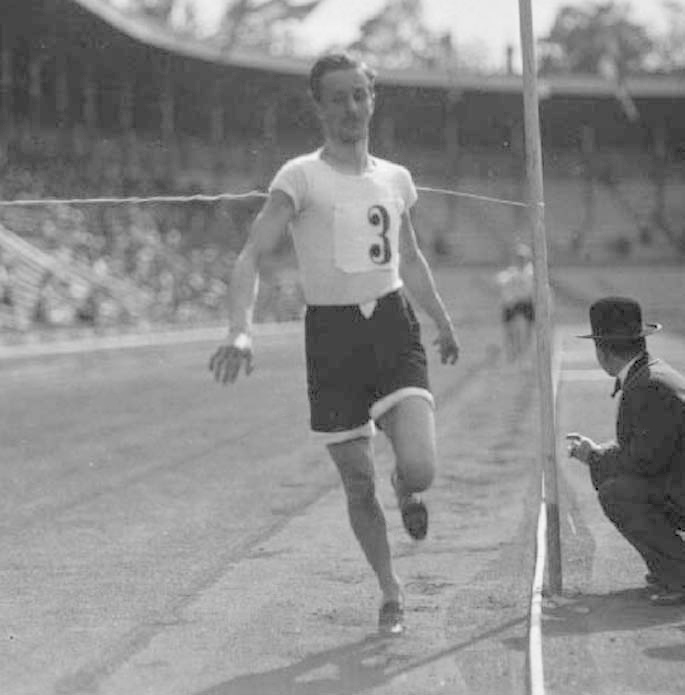
Gösta Holmér – ausgeschieden als Dritter des zweiten Vorlaufs

| Platz | Name            | Nation           | Zeit   | Anmerkung |
| ----- | --------------- | ---------------- | ------ | --------- |
| 1     | Harold Barron   | USA              | 15,2 s |           |
| 2     | Earl Thomson    | Kanada           | 15,4 s |           |
| 3     | Gösta Holmér    | Schweden         | k. A.  |           |
| 4     | František Marek | Tschechoslowakei | k. A.  |           |

### Vorlauf 3
| Platz | Name                 | Nation         | Zeit   | Anmerkung |
| ----- | -------------------- | -------------- | ------ | --------- |
| 1     | Feg Murray           | USA            | 15,8 s |           |
| 2     | George Gray          | Großbritannien | k. A.  |           |
| 3     | Henri Bernard        | Frankreich     | k. A.  |           |
| 4     | René Joannes-Powell  | Belgien        | k. A.  |           |
| 5     | Dimitrios Andromedas | Griechenland   | k. A.  |           |

### Vorlauf 4
| Platz | Name           | Nation         | Zeit   | Anmerkung |
| ----- | -------------- | -------------- | ------ | --------- |
| 1     | Henri Thorsen  | Dänemark       | 16,8 s |           |
| 2     | William Hunter | Großbritannien | k. A.  |           |
| DNF   | Willi Moser    | Schweiz        |        |           |

### Vorlauf 5
| Platz | Name          | Nation                | Zeit   | Anmerkung |
| ----- | ------------- | --------------------- | ------ | --------- |
| 1     | William Yount | USA                   | 15,6 s |           |
| 2     | Göran Hultin  | Schweden              | k. A.  |           |
| 3     | Harold Jeppe  | Südafrikanische Union | k. A.  |           |
| 4     | Adolf Reich   | Tschechoslowakei      | k. A.  |           |

### Vorlauf 6
| Platz | Name                     | Nation         | Zeit   | Anmerkung |
| ----- | ------------------------ | -------------- | ------ | --------- |
| 1     | Walker Smith             | USA            | 15,8 s |           |
| 2     | Carl-Axel Christiernsson | Schweden       | k. A.  |           |
| 3     | Oscar van Rappard        | Niederlande    | k. A.  |           |
| 4     | Eric Dunbar              | Großbritannien | k. A.  |           |

## Halbfinale
Datum: 17. August, 14.30 Uhr Ortszeit
Auch für die Halbfinalresultate sind die Zeitangaben nicht komplett überliefert.

### Lauf 1

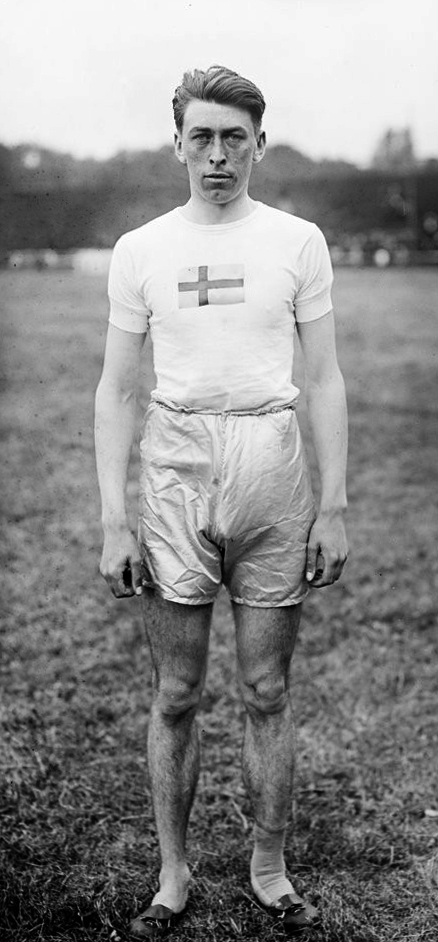
Göran Hultin – ausgeschieden als Sechster des ersten Halbfinals

| Platz | Name           | Nation         | Zeit   | Anmerkung |
| ----- | -------------- | -------------- | ------ | --------- |
| 1     | Harold Barron  | USA            | 15,0 s | WRe / ORe |
| 2     | Walker Smith   | USA            | 15,2 s |           |
| 3     | Harry Wilson   | Neuseeland     | 15,3 s |           |
| 4     | Henri Thorsen  | Dänemark       | k. A.  |           |
| 5     | William Hunter | Großbritannien | k. A.  |           |
| 6     | Göran Hultin   | Schweden       | k. A.  |           |

### Lauf 2
| Platz | Name                     | Nation             | Zeit   | Anmerkung |
| ----- | ------------------------ | ------------------ | ------ | --------- |
| 1     | Earl Thomson             | Kanada             | 15,0 s | WRe / ORe |
| 2     | Feg Murray               | USA                | 15,2 s |           |
| 3     | Carl-Axel Christiernsson | Schweden           | 15,2 s |           |
| 4     | George Gray              | Großbritannien     | k. A.  |           |
| 5     | William Yount            | USA                | k. A.  |           |
| 6     | Daciano Colbachini       | Königreich Italien | k. A.  |           |

## Finale
Datum: 18. August, 14.30 Uhr Ortszeit
| Platz | Name                     | Nation     | Zeit   | Anmerkung |
| ----- | ------------------------ | ---------- | ------ | --------- |
| 1     | Earl Thomson             | Kanada     | 14,8 s | WR        |
| 2     | Harold Barron            | USA        | 15,0 s |           |
| 3     | Feg Murray               | USA        | 15,2 s |           |
| 4     | Harry Wilson             | Neuseeland | 15,2 s |           |
| 5     | Walker Smith             | USA        | 15,3 s |           |
| 6     | Carl-Axel Christiernsson | Schweden   | 15,5 s |           |

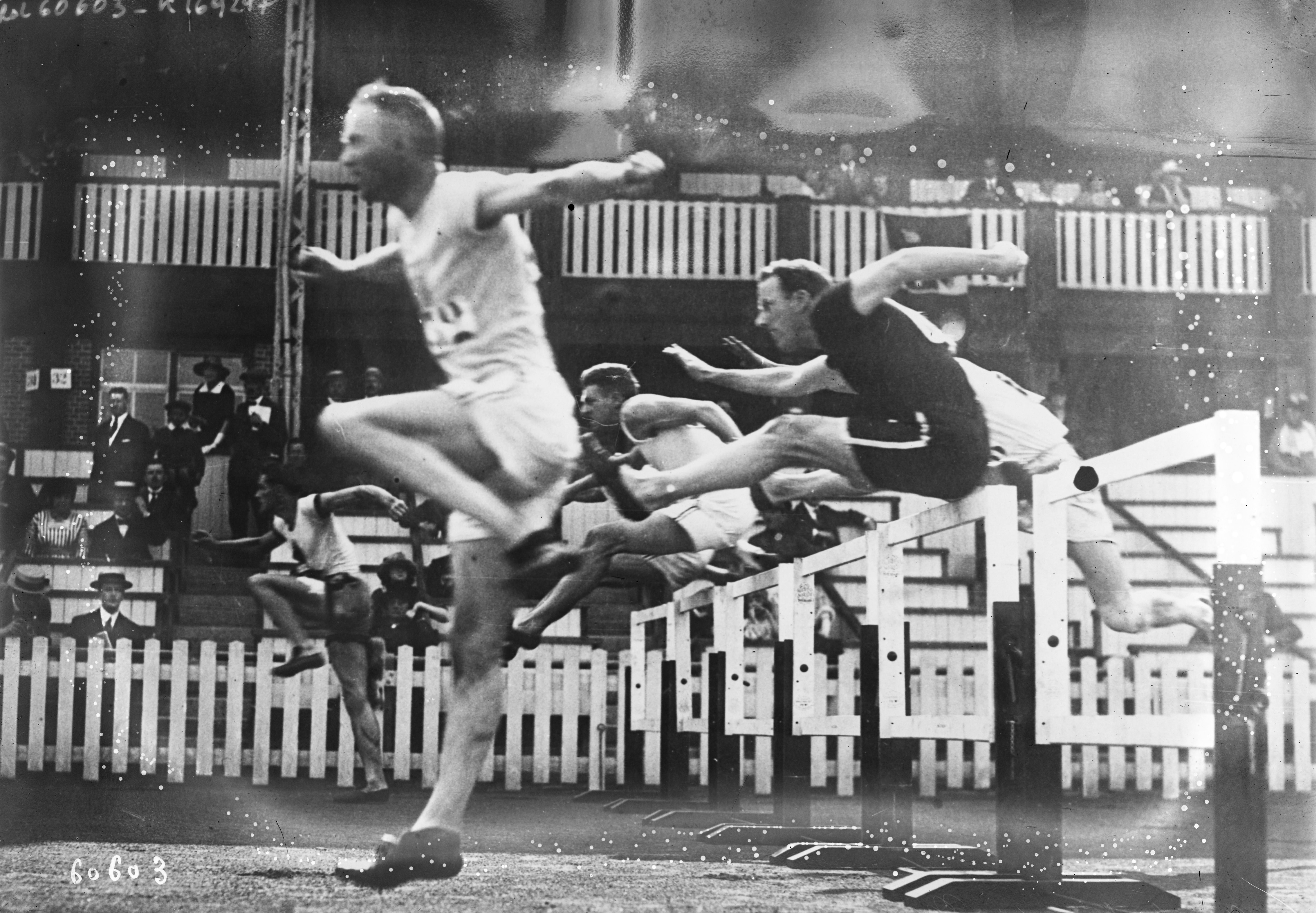
Eines der Rennen über 110 Meter Hürden

Der Kanadier Earl Thomson hatte zusammen mit seinem US-amerikanischen Schwager Robert Simpson den Doppelarmstil entwickelt und trat hier als klarer Favorit an. Er hatte im Olympiajahr bereits 14,4 s über 120 Yards Hürden (120 Yards = 109,728 Meter) erzielt, die qualitativ weitaus besser waren als Forrest Smithsons 110-Meter-Hürden-Weltrekord von 15,0 s, aber offiziell nicht als 110-Meter-Hürden-Weltrekord anerkennungsfähig waren, weil die Distanz etwas zu kurz ist. Thomson wurde seiner Favoritenrolle voll gerecht und verbesserte trotz der schlechten Bahnbedingungen den Weltrekord um zwei Zehntelsekunden.
Bei der Siegeszeremonie gab es eine Panne. Die belgischen Offiziellen konnten keine kanadische Flagge finden. Stattdessen wurde die britische Flagge aufgezogen.
Earl Thomsons Sieg bedeutete, dass erstmals kein US-Athlet in dieser Disziplin gewann.

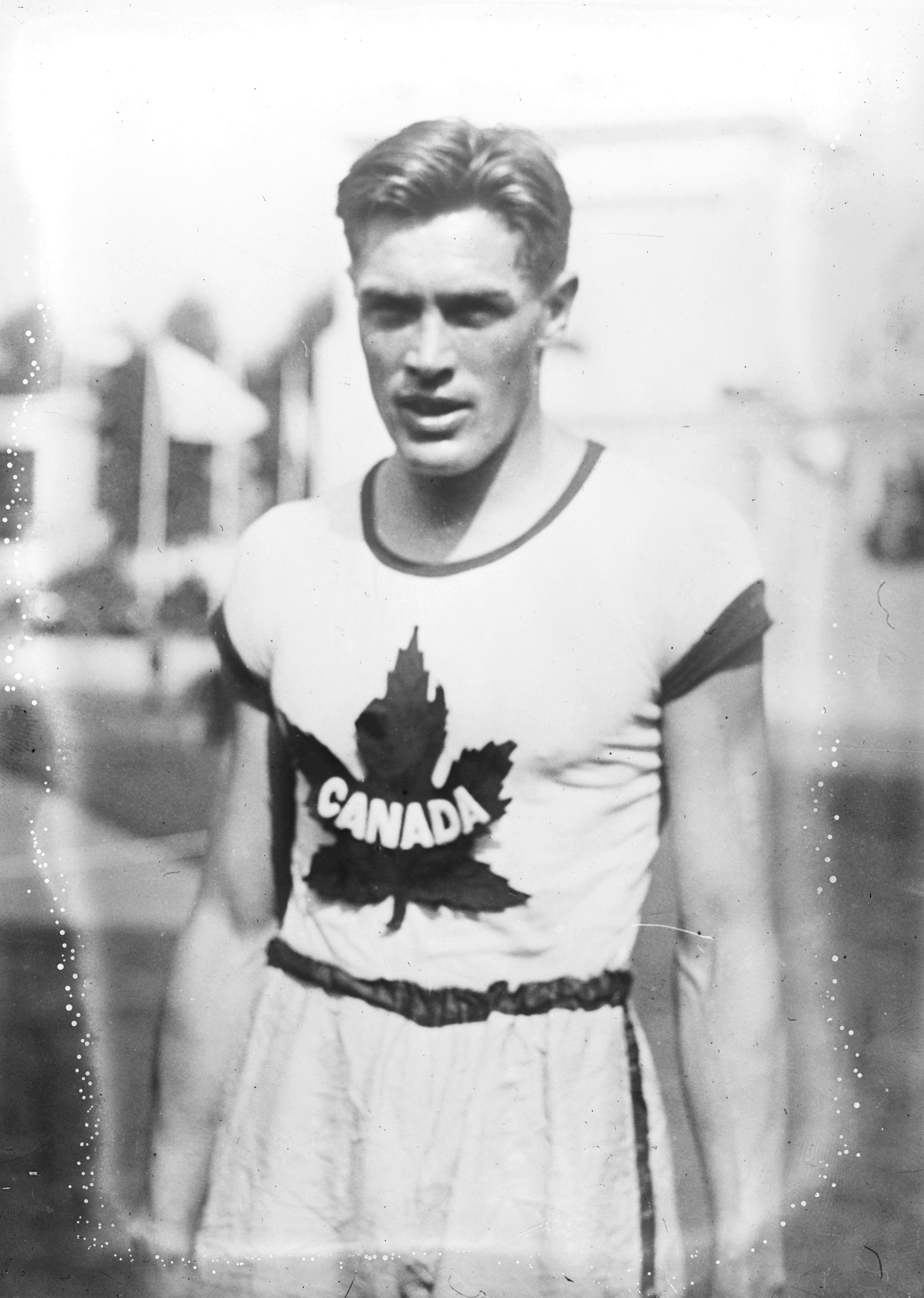
Olympiasieger Earl Thomson verbesserte den Weltrekord im Finale um zwei Zehntelsekunden
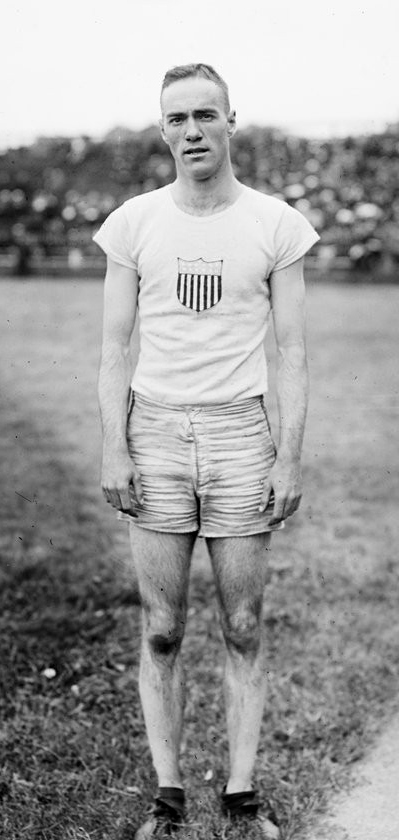
Silbermedaillengewinner Harold Barron hatte im Halbfinale den zuvor bestehenden Weltrekord egalisiert
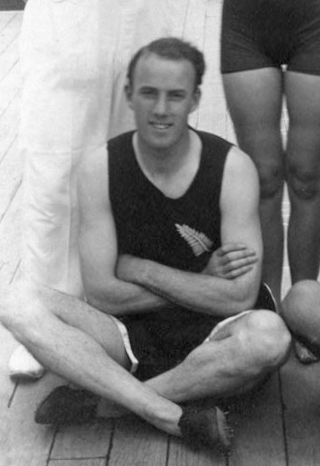
Rang vier für Harry Wilson
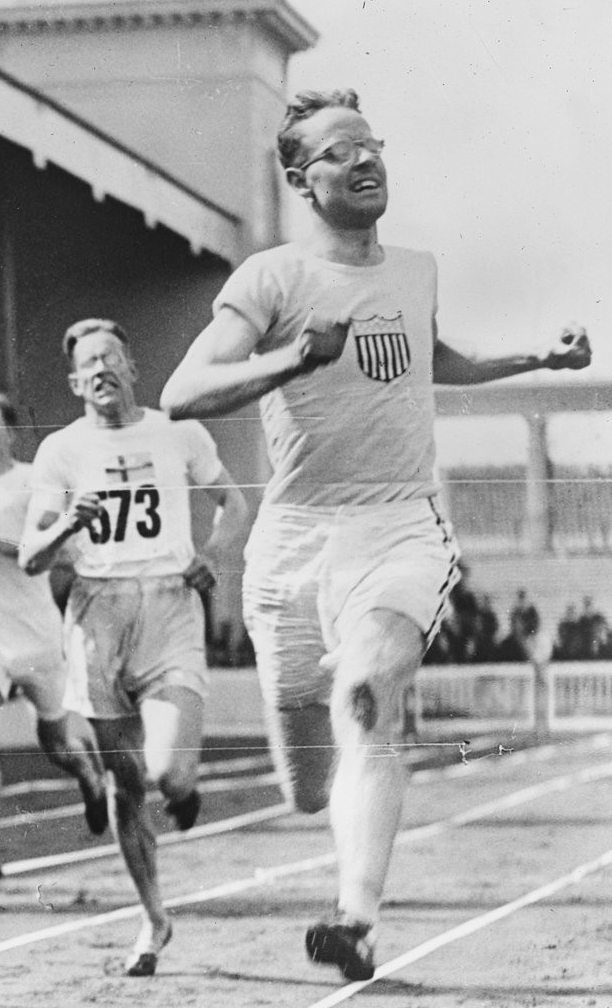
Carl-Axel Christiernsson (links – in einem Rennen mit Frank Loomis im Jahr 1920) kam auf den sechsten Platz

## Video
- Earl Thomson Breaks 110m Hurdles World Record For Gold - Antwerp 1920 Olympics, youtube.com, abgerufen am 25. Mai 2021